# Восточный (Брединский район)
Восточный — поселок в Брединском районе Челябинской области России. Входит в Павловское сельское поселение. 
Поселок основан в первой половине 1950-х гг. при отделении № 7 146-го конезавода. Официально зарегистрирован в 1954 году.

## География
Расположен в юго-западной части района, на берегу реки Поперечной. Расстояние до районного центра посёлка Бреды 40 км.

## Население
| 2002 | 2010 | 2015 |
| ---- | ---- | ---- |
| 332  | ↘227 | ↗315 |

(в 1970 — 449, в 1983 — 324, в 1995 — 282)

## Улицы
- Молодёжная,
- Целинная,
- Центральная,
- Школьная.

## Инфраструктура
- Фельдшерско-акушерский пункт,
- библиотека,
- клуб.